# Lost Acapulco
Lost Acapulco est un groupe mexicain de rock, originaire du port d'Acapulco, Guerrero. Il débute au milieu des années 1990 en jouant du surf rock. Leurs compositions dans le domaine de la musique parlent de leur vie pleine de surf et de fêtes. Les racines du groupe viennent de Los Esquizitos et Los Straitjackets.

## Histoire
Au Mexique, au début des années 1990, Nacho Desorden (petit-fils du poète mexicain Ramón López Velarde) et Üili Damage travaillaient dans un magasin de disques du quartier de Polanco. Le magasin sponsorise une émission intitulée Radio Bestia. Nacho, Üili et Juan « Reverend » Moragues (un surnom qu'il a gagné parce qu'il était le seul à acheter les disques du Reverend Horton Heat dans le magasin) programment la surf music d'antan. En 1994, Üili (guitare) et Nacho (basse) décident de former un groupe qui ressemblerait à ceux diffusés à la radio. Avec Brisa à la batterie et Alex à la guitare, ils forment Los Esquizitos. Juan connaissait Danny Amis d'Üili, et lors de sa première visite à Mexico, il l'emmène à l'Arena México à la recherche de masques de lutteur pour son nouveau projet qui deviendra plus tard Los Straitjackets.
En 2011, ils sortent l'album Los obligados rating tema. En 2015 et 2016, les compilations México Libre! Ska Surf from México for Cinco de Mayo, qui comprend les chansons Acapulco Golden et Por un tube, ainsi que Sultans of Surf, une compilation qui comprend la chanson Surf mongol. En 2018, ils présentent Shark Beach avec Danny Amis (Los Straitjackets) et célèbrent les 20 ans de leur album 4. Au festival Wild'o Fest et à la Semana de las Juventudes (Semaine de la jeunesse), ils invitent Üili Damage sur scène et jouent devant 100 000 spectateurs.
La série documentaire Nuestra lucha libre diffusée sur Netflix mentionne Lost Acapulco dans le 5e chapitre, intitulé Más allá del ring). L'album Acapulco Golden sort en version vinyle Golden en juillet 2019.
Depuis 2020, en raison de la pandémie de Covid-19, ils diffusent des vidéos soit en duo, avec le groupe au complet, soit en versions acoustiques sur leurs réseaux sociaux (en streaming) sous le slogan quédate en casa (litt. « restez chez vous ») célébrant les 22 ans de leur album 4. Le 29 juillet 2022, ils se présentent au Indie Rocks Forum pour jouer un concert.

## Discographie
- 1998 : 4
- 2000 : Mostrissimo (EP)
- 2001 : Lost en Navidad (EP)
- 2004 : Acapulco Golden
- 2005 : Terremoto
- 2005 : Que Monstruoson (EP)
- 2006 : Lost Acapulco VS Tijuana Bibles (EP)
- 2006 : Daddy-O Grande en México (Danny Amis avec Lost Acapulco)
- 2006 : Navidades Soleadas de Ayer y Hoy (EP)
- 2008 : Destroy All Monsters (compilation, édition japonaise)
- 2011 : Los obligados rating tema
- 2011 : Zombie 7 (EP)
- 2013 : Wild Surf from México (compilation, édition italienne)
- 2014 : Las Mejores Olas (compilation, édition espagnole)
- 2014 : Lost Acapulco contra Monstros, Fantasmas y otras criaturas (compilation, édition espagnole)
- 2014 : Coral Riffs (EP)
- 2017 : Shark Beach (Danny Amis con Lost Acapulco)
- 2019 : Relampagore (CD single)